# 衛藤美彩
衛藤美彩（日语：／ Eto Misa */?，1993年1月4日—）是日本女藝人，為女子偶像團體乃木坂46前成員，大分縣大分市出身，所屬經紀公司為TWIN PLANET。同時是時尚雜誌《美人百花》常規模特兒。2011年以乃木坂46一期生身分出道。2019年3月31日自乃木坂46畢業。

## 經歷
四歲時腳被診斷出腫瘤，一直以輪椅代步。手術後，在小學二年級時恢復健康，三年級時更活躍於田徑場上並擔當接力賽的第四棒選手，中學生涯也積極參與排球部的活動。高中時代喜歡的歌手有HY、西野加奈、加藤米莉亞等。
高中一年級時，成為了大分縣大分市雜誌《CHIME》的模特兒，以偶像團體「CHIMO」的成員展開了演藝活動，並擔任團體的隊長及主唱。
2010年4月27日，朝日電視台的綜藝節目《男女糾察隊》從全國47個都道府縣挑選美少女的「AKG47」企劃中被選為大分縣代表。
2011年3月，先後從高中和CHIMO畢業。4月，被星探發掘，被唱片公司賞識其歌聲，並以此為契機離開故鄉前往東京，希望成為歌手。5月10日，開始使用Twitter。7月，雜誌《週刊Young Magazine》、《週刊少年Magazine》主辦的「Miss Magazine 2011」選美中從一萬五千名參賽者中脫穎而出，成為大獎得主。8月21日，通過最終審查正式成為乃木坂46的創團成員，徵選時唱的歌曲為小事樂團的《彷如相逢時》（出逢った頃のように）。參加徵選的理由是從小就喜歡音樂，也希望成為出色的女演員，希望加入後能提升唱歌和跳舞方面的水準。9月14日，發行首張個人DVD「Miss Magazine 2011」，拍攝地為關島。11月14日，開通了個人的乃木坂46官方博客。
2012年1月31日，發行首本個人寫真集《色彩》（彩 -いろどり-），於2011年10月上旬在沖繩石垣島進行拍攝，標題則為母親的意思，採用名字「美彩」中「彩」字為題。
2013年1月13日，與橋本奈奈未、白石麻衣、松村沙友理在乃木神社一起舉行成人式。11月27日，在乃木坂46第7張單曲《髮夾》中首次成為選拔成員，在收錄曲《為了我 為了誰》也是首次入選unit。
2014年，三宅裕司主持的劇團「Super Eccentric Theater」創立35週年公演《Mr.Kaminari》（Mr.カミナリ）的第52回本公演中，衛藤和櫻井玲香共同出演，衛藤飾演從九州到東京小學赴任的新任音樂教師臼杵七音。
2015年4月3日，成為廣播節目《週五碎碎念》的助理主持人。繼成員齊藤優里、永島聖羅、新內真衣後，第四位成為廣播節目的固定班底的乃木坂46成員。8月31日，在乃木坂46第13張單曲《此刻，想說話的對象》中首次成為「十福神」，也是首次擔任第一排成員。乃木坂46營運委員會委員長今野義雄表示她被提拔的理由是「因為你已經很努力了，不是嗎？」。
2016年4月9日，與北野日奈子、寺田蘭世三人組成日本女子棒球代表隊的官方支持者。8月26日，與澤昭人合著的會計類入門書籍《為何她在帳簿右邊寫上「銷售收入」後就改變了世界呢？》發行。
2017年4月25日，發行個人寫真集《讓我傾聽。》（話を聞こうか。），於澳洲雪梨拍攝，以5.1萬銷量取得Oricon公信榜書籍週榜寫真集部門和綜合部門的第1位。累計發行達10萬本。同年Oricon公信榜書籍年榜寫真集部門為第5位。5月12日，成為時尚雜誌《美人百花》的常規模特兒。
2018年4月30日，開始擔任富士電視台ONE《職業棒球新聞》的週一解說員。
2019年2月14日，於官方部落格宣布將於3月31日從乃木坂46畢業。畢業後將繼續演藝活動。3月19日，於兩國國技館舉行畢業個人演唱會，也是繼生田繪梨花後第二位舉行個人演唱會的乃木坂46成員。3月31日，參加了在INTEX大阪舉行的《想繞遠路回家》全國握手會後，正式從乃木坂46畢業。4月1日，開設個人Instagram帳號。4月17日發行的乃木坂46第4張專輯《直到此刻化成回憶》中收錄了衛藤的獨唱曲《如果沒有你》（もし君がいなければ）。4月30日，衛藤位於乃木坂46內的部落格正式關閉。12月23日，開設個人官方網站。
2020年1月8日，發行個人寫真書《Decision》，於冰島拍攝。2月7日，電影《記得雨，不記得你》上映，衛藤首次出演電影，並擔任主演。
2021年11月1日，衛藤個人監製的食品品牌「wake an」開始發售。
2023年3月24日，開設個人YouTube頻道和Twitter帳號。
2024年1月19日，宣布從所屬約十三年的乃木坂46合同會社移籍至TWIN PLANET。

## 人物
衛藤的暱稱有「Misa Misa」（みさみさ）、「Misa Pon」（みさぽん）、「美彩前輩」（みさ先輩）等。有個大3歲的哥哥和小7歲的弟弟。弟弟是木付琳
本名為「衛藤實彩」（衛藤実彩）。2011年加入Sony Music Artists後改用藝名「衛藤美彩」活動。
幸運數字為「33」（美彩的日語諧音）。
Catch phrase（自我介紹詞）「吸引之處是猶如彈珠一樣的圓圓大眼」（ビー玉みたいな丸い瞳がチャームポイント！）。由來是源自母親誕下衛藤時初次見到女兒時，「眼睛圓圓的就像彈珠一樣」的第一感想，從此眼睛就成為衛藤的特徵之一。

### 嗜好
喜歡的食物為蛋包飯、意粉和拉麵。同時也嗜酒，特別是麥燒酒。
憧憬的藝人有上戶彩、柴咲幸、倉科加奈等。

### 興趣
喜歡看棒球比賽。契機是初中生時代被比自己年長三歲的兄長影響，因為哥哥喜歡打棒球，所以自己也產生了興趣。

### 特技
運動神經發達。
初中時是排球部成員，位置是二傳手。從排球緞練而來的跳躍力，令她2013年時在冠名節目《乃木坂啊，在這裡！》Under Girls運動王決定戰中獲得跳高項目的優勝，加上其他優勝項目包括50米賽跑中的8.08秒記錄，令她得到運動王的稱號
但也有不擅長的項目。不諳水性，同時也是乃木坂46中筋骨柔軟度低的成員之一。
擅長會計，曾取得簿記二級的資格，是團體內唯一的簿記資格者。

## 個人生活
2019年4月12日，於個人Instagram宣布正在與埼玉西武獅的棒球選手源田壯亮交往。10月24日，兩人宣布結婚。12月，於東京君悅酒店舉行婚禮。
2021年8月29日，宣布懷孕。2022年1月，長子出生。
2023年10月12日，宣布再次懷孕。12月，長女出生。

## 音樂作品
- 標註「★」符號表示該首歌曲有拍攝MV。

### 單曲
乃木坂46
|      | 發行日期       | 單曲名稱           | 參與歌曲名稱           | MV | 備註        |
| ---- | -------------- | ------------------ | ---------------------- | -- | ----------- |
| 01st | 2012年02月22日 | 窗簾圍繞           | 左胸的勇氣             | ★  | 出道作品    |
| 01st | 2012年02月22日 | 窗簾圍繞           | 可能想見你             | ★  |             |
| 01st | 2012年02月22日 | 窗簾圍繞           | 乃木坂之詩             | ★  |             |
| 02nd | 2012年05月02日 | 來吧Shampoo！      | 對狼吹口哨             | ★  |             |
| 02nd | 2012年05月02日 | 來吧Shampoo！      | HOUSE!                 |    |             |
| 03rd | 2012年08月22日 | 奔馳吧！Bicycle    | 眼淚仍然悲傷的時候     | ★  |             |
| 03rd | 2012年08月22日 | 奔馳吧！Bicycle    | 沉默的吉他             | ★  |             |
| 04th | 2012年12月19日 | 制服模特兒         | 春天的旋律             | ★  |             |
| 05th | 2013年03月13日 | 你就是希望         | 13日的星期五           | ★  |             |
| 06th | 2013年07月03日 | Girls' Rule        | 風扇                   | ★  |             |
| 06th | 2013年07月03日 | Girls' Rule        | 人們的樂器             |    |             |
| 07th | 2013年11月27日 | 髮夾               | 髮夾                   | ★  | 選拔        |
| 07th | 2013年11月27日 | 髮夾               | 為了我 為了誰          |    |             |
| 07th | 2013年11月27日 | 髮夾               | 如此的笨蛋・・・       | ★  |             |
| 08th | 2014年04月02日 | 察覺時已是單戀     | 當出生時               | ★  |             |
| 09th | 2014年07月09日 | 夏天的Free&Easy    | 夏天的Free&Easy        | ★  | 選拔        |
| 09th | 2014年07月09日 | 夏天的Free&Easy    | 無能為力地待在你身邊   |    |             |
| 09th | 2014年07月09日 | 夏天的Free&Easy    | 在那之前的出口         | ★  |             |
| 10th | 2014年10月08日 | 第幾次的藍天？     | 第幾次的藍天？         | ★  | 選拔        |
| 10th | 2014年10月08日 | 第幾次的藍天？     | 敲響倒下的鐘           | ★  |             |
| 11th | 2015年03月18日 | 生命如此美好       | 生命如此美好           | ★  | 選拔        |
| 11th | 2015年03月18日 | 生命如此美好       | 慢慢恢復中             | ★  |             |
| 12th | 2015年07月22日 | 太陽敲敲門         | 太陽敲敲門             | ★  | 選拔        |
| 12th | 2015年07月22日 | 太陽敲敲門         | 羽毛的記憶             | ★  |             |
| 13th | 2015年10月28日 | 此刻，想說話的對象 | 此刻，想說話的對象     | ★  | 十福神      |
| 13th | 2015年10月28日 | 此刻，想說話的對象 | POPIPAPAPA             | ★  |             |
| 13th | 2015年10月28日 | 此刻，想說話的對象 | 忘卻悲傷的方法         | ★  |             |
| 14th | 2016年03月23日 | 當春紫苑盛開時     | 當春紫苑盛開時         | ★  | 十福神      |
| 14th | 2016年03月23日 | 當春紫苑盛開時     | 遙遠的不丹王國         |    |             |
| 15th | 2016年07月27日 | 赤腳Summer         | 赤腳Summer             | ★  | 十福神      |
| 15th | 2016年07月27日 | 赤腳Summer         | 專屬光芒               |    |             |
| 16th | 2016年11月09日 | 再見的意義         | 再見的意義             | ★  | 十一福神    |
| 16th | 2016年11月09日 | 再見的意義         | 孤獨的藍天             |    |             |
| 17th | 2017年03月22日 | 大影響家           | 大影響家               | ★  | 十二福神    |
| 17th | 2017年03月22日 | 大影響家           | 意外BREAK              | ★  | 姐姐坂 （姉御坂） |
| 18th | 2017年08月09日 | 蜃景               | 蜃景                   | ★  | 十二福神    |
| 18th | 2017年08月09日 | 蜃景               | 女人無法獨自入眠       | ★  |             |
| 18th | 2017年08月09日 | 蜃景               | 漫長夏日…              |    |             |
| 18th | 2017年08月09日 | 蜃景               | 能盡情哭泣不是很好嗎？ |    |             |
| 19th | 2017年10月11日 | 及時行事           | 及時行事               | ★  | 十一福神    |
| 19th | 2017年10月11日 | 及時行事           | 失眠症                 |    |             |
| 20th | 2018年04月25日 | 同步巧合           | 同步巧合               | ★  | 十四福神    |
| 20th | 2018年04月25日 | 同步巧合           | Against                | ★  |             |
| 20th | 2018年04月25日 | 同步巧合           | 能變成雲就好了         |    |             |
| 21st | 2018年08月08日 | 以自我為中心！     | 以自我為中心           | ★  | 十四福神    |
| 21st | 2018年08月08日 | 以自我為中心！     | 空扉                   | ★  |             |
| 21st | 2018年08月08日 | 以自我為中心！     | 我喜歡過你，但是…      |    |             |
| 22nd | 2018年11月14日 | 想繞遠路回家       | 想繞遠路回家           | ★  | 十四福神    |

1. ↑  站位依據官方MV及演唱會正式呈現為參考依據
2. ↑  收錄於單獨發行的MV合集《ALL MV COLLECTION～當時的少女們～》。
3. ↑  根據單曲CD内附歌詞本，小分隊名稱

其他
| 發行日期                                    | 單曲名稱       | 參與歌曲名稱 | MV | 備註         |
| ------------------------------------------- | -------------- | ------------ | -- | ------------ |
| 2020年6月17日（日本） 2020年6月24日（海外） | 世界中的鄰居啊 | —            | ★  | 下載限定歌曲 |

1. ↑  以畢業成員參與。

### 專輯
乃木坂46
|      | 發行日期       | 專輯名稱         | 參與歌曲名稱 | 備註       |
| ---- | -------------- | ---------------- | ------------ | ---------- |
| 01st | 2015年01月07日 | 透明色           | 誰是夥伴     |            |
| 01st | 2015年01月07日 | 透明色           | 我所在的地方 |            |
| 02nd | 2016年05月25日 | 屬於我們的位子   | 契機         |            |
| 02nd | 2016年05月25日 | 屬於我們的位子   | 太陽的誘惑   |            |
| 02nd | 2016年05月25日 | 屬於我們的位子   | 空氣感       |            |
| 03rd | 2017年05月24日 | 最初的夢想       | 跳傘         |            |
| 03rd | 2017年05月24日 | 最初的夢想       | 指定溫度     |            |
| 03rd | 2017年05月24日 | 最初的夢想       | 醜陋的我     |            |
| 04th | 2019年4月17日  | 直到此刻化成回憶 | 如果沒有你   | 畢業獨唱曲 |

1. ↑  專輯發行時已自乃木坂46畢業。

## 演出

### 電視劇
- 更熱情滿點!貓谷市!!（日语：熱いぞ!猫ヶ谷!!#第2期『もっと熱いぞ!猫ヶ谷!!』）（2011年10月13日－12月15日，名古屋電視台）：飾演 [92]
- 貓辯〜屍體的贖金～（2012年4月23日，TBS）：飾演 [93]
- 欺詐偶像（2012年1月13日－4月6日，東京電視台）：飾演 衛藤美彩[94]
- 初森BEMARS（2015年7月11日－9月26日，東京電視台）：飾演 雪莉（シェリー）[95]

### 電視節目
- 男女糾察隊（2010年4月27日，朝日電視台）[12]
- 眠れぬ街のアプリンス（2011年5月26日－9月30日，日本電視台）[96]
- PigooRadio（2011年8月9日，PigooHD・エンタ!371）- 杜玉芳的代理主持[97]
- 開運音樂堂（2011年10月8日－2019年3月30日，TBS）- 第9〜10代助理MC、名譽助理[98]
- 美しい人に怒られたい（2013年2月13日，東京電視台）[99]
- 職業棒球新聞（2018年4月30日－2020年3月，富士電視台ONE）- 週一 → 週三解說員[46][100]

### 電影
- 記得雨，不記得你（2020年2月7日，Kiguu）：飾演 歷（主演）[注 1][58]
- 澪之料理帖（2020年10月16日，東映）：飾演 菊乃[101][102]

### 網絡劇
- Music Story produced by ABEMA #懸崖邊「朦朧之月」（2021年5月9日，AbemaTV）：飾演 孕婦[103]

### 廣播節目
- GALACTICA GOLDENBALL（2010年6月3日，FM富士（日语：エフエム富士））[104]
- 週五碎碎念（日语：金つぶ）（2015年4月3日－2018年3月30日，bayfm）- 助理主持人[105]
- 朱格拉的浪～為什麼衛藤美彩要在廣播節目裡學數學？～（2017年10月8日－2019年3月31日，FM東京）- 主持人[106]

### 舞台劇
- Mr.Kaminari（2014年10月25日－11月9日，日光劇場）：飾演 臼杵七音[注 2][107]
- 女子落語（2015年6月22日、25日－28日，東京AiiA劇場）：飾演 蕪羅亭魔梨威[108][109]
- 薙刀社青春日記（2017年5月20日－30日，東京：EX THEATER ROPPONGI／6月2日－5日，大阪：森之宮Piloti Hall／6月9日－11日，名古屋：愛知縣藝術劇場）：飾演 寒河江純[110]
- 三姊妹（俄语：Три сестры）（2018年1月17日－2月4日，博品館劇場）：飾演 歐麗伽[111][注 3]
- 笑臉男 The Eternal Love -永遠的愛-（2019年4月9日－29日，東京：日生劇場／5月3日－6日，名古屋：御園座／5月10日－12日，富山：新川文化Hall／5月16日－19日，大阪：梅田藝術劇場／5月25日－26日，福岡：北九州Soleil Hall）：飾演 Dare[注 4][113][114]

### 廣告
- 週刊少年Magazine（2012年，講談社）[115]
- 治山商事 九州祭（福岡篇、大分篇、長崎篇、熊本篇、宮崎篇、鹿兒島篇）（2017年10月12日－）[116][117]

### 網絡節目
- 喜歡棒球！收集！日本武士（2014年12月24日－2016年9月17日，樂天SHOWTIME）- 主持人[118][119][120]
- 乃木坂46衛藤美彩寫真集《讓你傾聽。》發售記念SP（2017年4月25日，SHOWROOM）[41]

### 遊戲
- Q＆Q Answers（2017年，CyberStep）：飾演 衛藤美彩[121]

### 活動
- 第65屆別府大學石垣祭（2010年11月6日，別府大學）[122]
- （2012年9月17日，KKWING）[123]
- 大分市フェア in 天神（2012年11月1日－2日，福岡市天神 岩田屋前活動廣場）- 大分市觀光特使[124]
- 東京女孩展演
  - 第24回 Tokyo Girls Collection 2017 SPRING／SUMMER（2017年3月25日，國立代代木競技場第一体育館）[125]
  - 第25回 Tokyo Girls Collection 2017 2017 AUTUMN／WINTER（2017年9月2日，埼玉超級競技場）[126]
  - TGC KITAKYUSHU 2017 by TOKYO GIRLS COLLECTION（2017年10月21日，西日本綜合展示場 新館）[127]
  - TGC HIROSHIMA 2017 by TOKYO GIRLS COLLECTION（2017年12月9日，廣島Green Aren）[128]
- GirlsAward
  - GirlsAward 2017 AUTUMN／WINTER（2017年9月16日，幕張展覽館）[129]
  - GirlsAward 2018 SPRING／SUMMER（2018年5月19日，幕張展覽館）[130]
  - GirlsAward 2018 AUTUMN／WINTER（2018年9月16日，幕張展覽館）[131]

### DVD
- Miss Magazine 2011 衛藤美彩（2011年9月14日發售）[68]
- 彩色〜Fruit Candy〜（2012年3月16日發售）[132]

## 書籍

### 寫真集
- CHIMO 写真集 II 学校・恋愛・ときどきCHIMO（2009年8月15日，BeatAgency）[133]
- 色彩（2012年1月31日，Wani Books）[134]
- VIRGIN VIRGIN（2012年2月5日，小學館）- 數碼寫真集[135]
- 季刊 乃木坂 vol.2 初夏（2014年6月12日，東京新聞通信社）[136]
- 讓我傾聽。（2017年4月25日，講談社）[137]

### 寫真書
- Decision（2020年1月8日，角川春樹事務所）[56][138]

### 雜誌連載
- 週刊Young Magazine （2011年5月16日－2012年1月30日，講談社）[139]
- 週刊少年Magazine（2011年5月18日－，講談社）[140]
- 美人百花 （2017年5月12日－，角川春樹事務所）- 常規模特兒[5]
- an・an（日语：an・an） 「美容的坂道攀登隊」（2017年9月20日－2019年4月10日，Magazine House）- 與守屋茜（前櫻坂46）共演[141][142]

### 理財書
- 為何她在帳簿右邊寫上「銷售收入」後就改變了世界呢？（2016年8月26日，PHP研究所）- 與澤昭人共著[106][143]

### 漫畫
- 乃木坂46×週刊Playboy2015（集英社）
  - Misa前輩+（2015年9月17日）作：田邊洋一郎、監修：秋元康[144]

### 網絡連載
- ぎゅってWeb「衛藤美彩の子育てDays」（2023年8月15日－）[145]

## 外部連結
- TWIN PLANET個人介紹頁 （页面存档备份，存于）（日語）
- 衛藤美彩官方網站（2019年12月23日－2024你1月19日）（日語）
- 乃木坂46合同會社個人介紹頁（日語）
- 衛藤美彩的Instagram帳戶（2019年4月1日－）（日語）
- 衛藤美彩及其團隊的X（前Twitter）（2023年3月24日－）（日語）
- 衛藤美彩寫真集《Decision》官方的X（前Twitter）（日語）
- YouTube上的衛藤美彩頻道（日語）

乃木坂46時期
- 乃木坂46 衛藤美彩 個人簡介（2011年8月21日－2019年4月30日）（日語）
- 乃木坂46 衛藤美彩 官方部落格（2011年11月11日－2019年4月30日）（日語）
- 衛藤美彩 官方755 （页面存档备份，存于）（日語）
- 衛藤美彩寫真集《讓我傾聽》官方的X（前Twitter）（日語）

乃木坂46時期前
- 衛藤美彩官方網站（日語）
- 衛藤美彩 官方部落格 - GREE（2011年8月1日－2012年3月27日）（日語）
- 衛藤美彩的X（前Twitter）（日語）